# Viševica
A Viševica egy hegység Horvátországban, Gorski kotar területén a Nagy-Kapela-hegységben.

## Leírása
A Viševicát az 1200 méter magas Javorje-nyereg választja el Bitorajtól, melynek délkeleti folytatása. A Viševica megjelenésében és magasságában (1428 méteres tengerszint feletti magasságú) is kiemelkedik a környező hegyek közül. A hegység kúp alakú, és meredek nyugati lejtőkkel ereszkedik le Likai-mező keleti pereme felé. Déli lejtői Ravno felé ereszkednek, ahol 868 méteres magasságban található a Vagabundina koliba hegyi menedékház. A csúcs füves, a lejtők pedig sűrű bükkerdővel vannak benőve. A hegység karsztos mészkőből épül fel. Majdnem teljesen víztelen, az egyetlen forrás az 1260 méteres magasságban előtörő Plavuš-voda.

## Fordítás
Ez a szócikk részben vagy egészben  a   Viševica című német Wikipédia-szócikk ezen változatának fordításán alapul.  Az eredeti cikk szerkesztőit annak laptörténete sorolja fel. Ez a jelzés csupán a megfogalmazás eredetét és a szerzői jogokat jelzi, nem szolgál a cikkben szereplő információk forrásmegjelöléseként.